# Route nationale 634
Pour les articles homonymes, voir Route 634.
La route nationale 634 ou RN 634 était une route nationale française reliant l'Isle-Jourdain au Mona. À la suite de la réforme de 1972, elle a été déclassée en RD 634.

## Ancien tracé de l'Isle-Jourdain au Mona (D 634)
- L'Isle-Jourdain
- Labastide-Savès
- Le Mona, commune de Nizas